# Selección femenina de baloncesto de Egipto
La selección femenina de baloncesto de Egipto es el equipo de baloncesto que representa a Egipto en las competiciones internacionales organizadas por la Federación Internacional de Baloncesto (FIBA) o el Comité Olímpico Internacional (COI): los Juegos Olímpicos y Campeonato mundial de baloncesto especialmente. Ha conseguido 5 medallas en AfroBasket femenino en 11 participaciones.

## Resultados

### Olimpiadas
- Nunca se ha clasificado.

### Mundiales
- Nunca se ha clasificado.

- Datos: Q16330948
- Multimedia: Egypt women's national basketball team / Q16330948